# Musée du Nouveau-Brunswick
Le Musée du Nouveau-Brunswick est un musée situé à Saint-Jean, au Nouveau-Brunswick.

## Historique
Le musée du Nouveau-Brunswick a été fondé par Abraham Gesner le 5 avril 1842, ce qui en fait le plus ancien au Canada toujours en activité. Il est devenu « musée provincial » en 1929 avant de prendre son nom actuel l'année suivante, en 1930.

## Collections
Le musée comprend une collection sur l'histoire de l'industrie du Nouveau-Brunswick, sur l'histoire maritime, sur l'art décoratif, sur l'art du Nouveau-Brunswick, sur l'art canadien, l'art international, la collection Webster, et une collection scientifique.